# Turkse campagnemedailles
De Osmanen hebben in de 19e eeuw tevergeefs geprobeerd om hun uitgestrekte rijk, het reikte van de grens van Oeganda tot Sarajevo en van Algiers tot de monden van de Donau, te verdedigen. In de Krim-oorlog stonden Frankrijk en het Verenigd Koninkrijk de Turken bij maar gedurende de eeuw werd het rijk, de "zieke man van Europa" steeds verder ontmanteld totdat in 1918 zelfs Constantinopel verloren leek te zijn gegaan. Voor een aantal veldtochten, neergeslagen opstanden en sommige incidenten werden, naar Brits voorbeeld, Campagnemedaille geslagen. De medailles werden aan de veteranen van de gevechten uitgereikt en aan een lint op de borst gedragen. De medailles geven een vertekend beeld van de geschiedenis want de talloze mislukkingen werden niet met medailles herdacht. Zo werden er voor de Balkanoorlogen van 1912 en 1913, althans voor de infanteristen, geen medailles geslagen. De bemanning van de kruiser Hamidiye, zij bracht Griekse oorlogsschepen tot zinken, was achteraf gezien de enige eenheid die een overwinning had geboekt en daarom een medaille waardig werd geacht.
- De Egypte Medaille - 1801
- De Scutari Medaille - 1831, ook "Ishkodra Medaille" genoemd.
- De Hunkar Iskelesi - 1833
- De Accra Medaille - 1840
- De Koerdistan Medaille - 1846
- De 1e Jemenmedaille - 1846
- De Bosnië Medaille - 1850
- De Algemene Dienst Medaille, ook Donau Medaille genoemd en verbonden
aan de Orde van de Glorie of Nishani Iftihar - 1853
- De Silistria Medaille - 1854
- De Krim Medaille- 1854
- De Gouden Krim Medaille - 1854
- De Sebastopol Medaille - 1854
- De Medaille voor de Verdediging van Kars - 1855
- De Montenegro Medaille - 1863
- De 1e Kreta Medaille - 1869
- De Russische Oorlog Medaille - 1877
- De Plevna Medaille - 1877
- De 2e Kreta Medaille - 1890
- De 2e Jemen Medaille - 1892
- De Griekse Medaille - 1897
- De 3e Jemen Medaille - 1905
- De Medaille van de Kruiser Hamidiye - 1913

Medailles en eretekens van het Ottomaanse Rijk

Chelengk · 
Orde van het Huis van Osman · 
Orde van het Verheven Portret · 
Orde van de Halve Maan · 
Orde van de Glorie · 
Orde van de Eer · 
Hoge Orde van de Eer · 
Orde van Osmanie · 
Orde van Mejidie · 
Orde van Liefdadigheid · 
Orde van Onderwijs · 
Orde van het Ottomaanse Parlement · 
Orde van Verdienste voor de Landbouw ·
Medaille van de Orde van de Eer · 
Liyakat Medaille · 
IJzeren Halve Maan · 
De lijst van 21 Turkse campagnemedailles

Medailles en ertetekens van de Turkse Republiek

Turkse Onafhankelijkheidsmedaille · 
Orde van Verdienste van de Turkse Strijdkrachten · 
Legioen van Aanbeveling van de Turkse Strijdkrachten · 
Legioen van Eer van de Turkse Strijdkrachten · 
Legioen van Verdienste van de Turkse Strijdkrachten · 
Medaille van Eer van de Turkse Strijdkrachten · 
Medaille van de Strijdkrachten voor Belangrijke Diensten · 
Medaille van de Strijdkrachten voor Opvallende Moed en Zelfopoffering · 
Medaille voor Eervolle Vermelding van de Turkse Strijdkrachten · 
Medaille voor Prestaties van de Turkse Strijdkrachten